# Slaget ved Nashville
Slaget ved Nashville var et todages slag i Franklin-Nashville kampagnen, som udgjorde afslutningen på kampe i stor skala i det vestlige operationsområde under den amerikanske borgerkrig. Det blev udkæmpet ved Nashville, Tennessee, den 15. og 16. december 1864 og var en af de største sejre, som unionshærene vandt i krigen. Army of Tennessee, den næststørste konfødererede armé blev så godt om ødelagt og kom aldrig til at kæmpe igen.

## Forspil
Efter det Andet slag ved Franklin den 30. november havde styrkerne under Unionens generalmajor John M. Schofield forladt Franklin, Tennessee og samlet sig indenfor forsvarsværkerne i Nashville sammen med Army of the Cumberland, ledet af generalmajor George H. Thomas. Thomas, der havde tilnavnet "Klippen fra Chickamauga", havde den overordnede ledelse af styrken, som udgjorde omkring 55.000 mand.
Unionens defensive linje lignede den ved Franklin. En linje, der udgjorde en halvcirkel, omgav Nashville fra vest til øst, i en afstand af op til 1½ km fra Cumberlandfloden, som udgjorde den flade side af halvcirklen mod nord. Langs fronten lå fra venstre mod højre divisionen under generalmajor James B. Steedman, Schofields 23. korps, brigadegeneral Thomas J. Woods 4. korps og generalmajor Andrew Jackson Smiths 16. korps. Brigadegeneral James H. Wilsons kavalerikorps var placeret lige nord for floden.
Den konfødererede Army of Tennessee under generalløjtnant John Bell Hood ankom syd for byen den 2. december og tog opstilling overfor Unionens styrker. Da han langtfra var stærk nok til at kunne angribe Unionens stillinger, indtog Hood en defensiv position. Frem for at gentage sine selvmordsangreb ved Franklin befæstede han sine stillinger og ventede i håb om, at Thomas ville angribe ham. Hvis det skete, ville Hood gennemføre et modangreb og erobre Nashville. Ifald dette virkede, var Hoods langsigtede plan at rekruttere yderligere soldater i det centrale Tennessee og Kentucky og derpå trænge gennem Cumberland Gap for at undsætte Robert E. Lee i Petersburg.)
Den konfødererede linje lå overfor den sydøstlige del af unionslinjen (den del, som blev holdt af Steedman og Schofield). Fra højre mod venstre var det korpsene under generalmajor Benjamin F. Cheatham, generalmajor Stephen D. Lee og generalmajor Alexander P. Stewart. Kavaleriet under generalmajor Nathan Bedford Forrest befandt sig sydvest for byen.
Selv om Thomas' styrker var stærkest, kunne han ikke ignorere Hoods armé. Trods det alvorlige nederlag, den havde lidt ved Franklin, var alene dens tilstedeværelse og evne til at manøvrere en trussel. Han vidste, at han var nødt til at angribe, men han forberedte sig forsigtigt. Han koncentrerede sig især om at klargøre sit kavaleri, som blev ledet af den energiske, unge brigadegeneral James H. Wilson.
Der gik over to uger, inden Thomas gik til angreb, hvilket skabte stor bekymring hos præsident Abraham Lincoln og generalløjtnant Ulysses S. Grant, som forudså, at Hood var klar til en invasion af Nordstaterne. Grant sagde senere om situationen: "Hvis jeg havde været Hood, ville jeg være gået mod Louisville og videre nordpå, til jeg nåede Chicago." Lincoln havde ikke megen tålmodighed overfor langsomme generaler og bemærkede om situationen: "Det minder om McClellans og Rosecrans' strategi om ikke at foretage sig noget og lade rebellerne plyndre landet." Grant lagde pres på Thomas for at få ham til at rykke frem, trods en kold snestorm, som slog til den 8. december, der stoppede meget af befæstningsarbejdet på begge sider. Nogle få dage senere sendte Grant en hjælper af sted for at afløse Thomas som hærchef, i den tro at Hood ville slippe gennem fingrene på ham. Den 13. december fik generalmajor John A. Logan besked på at tage til Nashville og overtage kommandoen, hvis Thomas ikke havde iværksat operationer, når han nåede frem. Han nåede til Louisville den 15. december, men den dag var slaget om Nashville endelig begyndt.

## Slaget
Thomas forlod endelig sine befælstninger for at angribe den 15. december. Inden han gjorde det, havde Hood imidlertid begået en forfærdelig fejl. Den 5. december sendte han det meste af sit kavaleri under Nathan Bedford Forrest af sted for at angribe Unionens garnison i Murfreesboro. Herved svækkede han sin i forvejen svagere styrke. Da unionsstyrkerne til sidst gik til angreb den 15. december, havde de 49.000 mand mod de konfødereredes 31.000.
Thomas planlagde et to-trins angreb på de konfødererede. Det første, men sekundære angreb ville blive gennemført mod de konfødereredes højre flanke af Steedman. Hovedangrebet ville derefter blive rettet mod fjendens venstre fløj af Smith, Wood og brigadegeneral Edward Hatch (som ledede en afsiddet kavaleribrigade). Steedman angreb kl. 6 om morgenen, og han holdt Cheatham på den konfødererede højrefløj beskæftiget resten af dagen.
Hovedangrebet blev startet ved daggry og drejede mod venstre til en linje parallel med Hillsboro landevejen. Ved middag var hovedfremstødet nået frem til landevejen, og Wood forberedte sig på at angribe de konfødererede forposter på Montgomery Hill, nær centrum af linjen. Hood blev bekymret over truslen mod sin venstre flanke og beordrede Lee til at sende forstærkninger til Stewart. Woods korps tog Montgomery Hill i et modigt angreb udført af brigadegeneral Samuel Beattys division.
Omkring kl. 13 var der et frontfremspring i Hoods linje ud for Stewarts front. Thomas beordrede Wood til at angribe fremspringet, støttet af Schofield og Wilson. Klokken 13.30 var Stewarts position langs landevejen blevet umulig at holde. Den angribende styrke var overvældende. Stewarts korps begyndte at gå i opløsning og trak sig tilbage til Granny White Turnpike.
Hood kunne dog få omgrupperet sine mænd hen mod aften som forberedelse på den følgende dags kamp. Unionskavaleriet under Wilson havde ikke kunne lægge tilstrækkeligt pres på landevejen til at kunne forhindre den konfødererede bevægelse, da mange af dens tropper deltog som afsiddet infanteri ved angrebet. De udmattede konfødererede gravede stillinger hele natten og afventede unionshærens ankomst. Den nye linje lå i Brentwood Hills og strakte sig fra Shy's Hill til Overton Hill, hvorved den dækkede hans to vigtigste retræteruter – Granny White Pike og Franklin Pike. Hood flyttede tropper fra Cheatham på højre fløj til at forstærke sin venstre.
Den første dags kamp havde blot drejet sig om, at unionsstyrken anvendte overvældende magt mod de konfødererede styrker. F.eks. da en strategisk konfødereret forpost bemandet med 148 soldater og 4 kanoner gjorde mere modstand end ventet, omgrupperede unionsstyrken sig og angreb forposten med 28 kanoner og 7.000 soldater.
Det tog det meste af morgenen den 16. december for unionstropperne at bringe sig i stilling over for Hoods nye stilling. Igen planlagde Thomas et totrins-angreb, men koncentreret om Hoods venstre fløj. Schofield skulle drive Cheatham tilbage, og Wilsons kavaleri skulle dreje ind bagved for at blokere Franklin landevejen, der var Hoods eneste tilbageværende retræterute.
Ved middagstid angreb Wood og Steedman Lee på Overton's Hill, men uden held. På venstre fløj lagde Wilsons afsiddede kavaleri pres på linjen.
Klokken 16 var Cheatham på Shy's Hill under angreb fra tre sider, og hans korps gik i opløsning og flygtede bagud. Wood benyttede lejligheden til at forny sit angreb på Lee på Overton's Hill, og denne gang var fremstødet overvældende. Mørket faldt på, og det begyndte at regne kraftigt. Hood samlede sine styrker og trak sig tilbage sydpå mod Franklin.

## Slagmarken
Slagmarken ved Nashville er ikke bevaret på nogen måde. Der er ingen national, statslig bypark eller museum, der forsøger at fortolke begivenhederne i 1864. Nashvilles forstæder og kvartererne Green Hills, Grassmere og Brentwood dækker slagmarken. Fort Negley, Traveler's Rest Plantation, Tennessee State Museum og talrige mindeplader ved vejen er de eneste markeringer af stedet.
Monumentet over slaget ved Nashville blev oprindelig skabt i 1927 af Giuseppe Moretti, som fik opgaven af Ladies Battlefield Association. I 1974 blev obelisk og engel ødelagt af en tornado, og i 1980'erne skjulte bygningen af et stort motorvejskryds monumentet for offentlighedens øjne. Det nye monument er blevet genskabt med bronzeskulpturen af ungdom og heste, og marmorsokkel, obelisk og engel er genskabt i granit, som er mere holdbart end det oprindelige marmor. Det blev indviet den 26. juni 1999 på et nyt sted ikke langt fra det gamle.
Sårede konfødererede tropper blev behandlet på et interimistisk operationsbord i Burton Hills. Det antages, at mellem 70 og 100 soldater blev behandlet der. Bygningen, som de fleste fejlagtigt antager er et busstop, findes stadig, og den ses lige ved Hillsboro Pike og Burton Hills Blvd. i Green Hills.

## Efterspil
Slaget ved Nashville var en af de mest overvældende sejre, som unionshæren opnåede i krigen.
Den frygtindgydende Army of Tennessee, den næststørste konfødererede styrke, var i praksis blevet knust og kom aldrig til at kæmpe igen. Hoods armé rykkede ind i Tennessee med over 30.000 mand, men tog derfra med under 10.000. Selv om Hoods ikke var i kraftigt undertal overfor Thomas, blev han udmanøvret af Thomas, som kunne koncentrere sine tropper i rette øjeblik til at få sejren. F.eks. på det afgørende Shy's Hill på de konfødereredes venstre fløj angreb 40.000 unionssoldater 5.000 konfødererede og slog dem på flugt – et af de værste nederlag i krigen.
Unionshæren gav sig til at forfølge Hood. Det regnfulde vejr blev en allieret for de konfødererede, da det forsinkede unionskavaleriets forfølgelse, og Forrest kunne genforene sig med Hood den 18. december og afskærmede den retirerende styrke. Forfølgelsen fortsatte, indtil den slagne og ramponerede Army of Tennessee igen havde krydset Tennesseeflooden den 25. december. Juleaften havde Forrest stoppet Wilsons forfølgende kavaleri i slaget ved Anthony's Hill.
Slaget ved Nashville markerede i praksis enden for Army of Tennessee. Historikeren David Eicher bemærkede: "Hvis Hood sårede sin armé dødeligt ved Franklin, så tog han livet af den to uger senere ved Nashville." Selv om Hood lagde skylden for hele miseren på sine underordnede og soldaterne selv, var hans karriere forbi. Han trak sig tilbage med hæren til Tupelo, Mississippi, afgav sin kommando den 13. januar 1865 og fik ikke nogen ny.

## Yderligere læsning
- McDonough, James Lee, Nashville: The Western Confederacy's Final Gamble. Knoxville, Tennessee: The University of Tennessee Press, 1984. ISBN 1-57233-322-7.

## Eksterne kilder
- Battle of Nashville Preservation Society
- The Battle of Nashville Monument
- Animated History of The Franklin-Nashville Campaign Arkiveret 8. juli 2011 hos  Wayback Machine

36°05′17″N 86°48′35″V / 36.0881°N 86.8098°V